# Machaho ! Tellem chaho !
 (juin 2025).
L’expression « Machaho! Tellem chaho! » est une formule typique des conteurs kabyles et est utilisée au début d’un conte pour marquer l’ouverture rituelle du récit. C’est l’équivalent berbère de « il était une fois ».

## Sens et usage
C’est une phrase rythmée et poétique, destinée à attirer l’attention de l’auditoire au moment où le conteur commence son récit. Elle n’a pas de traduction littérale précise en français, mais elle joue le rôle de : « Écoutez bien, l’histoire commence ! » ou encore: « Silence, qu’on entende ce qui a été dit ! »
Elle marque l’entrée dans le monde du conte, un peu comme « il était une fois » dans les contes européens. Elle est souvent prononcée à haute voix, parfois répétée ou scandée, pour créer un effet d’attente, capter l’attention et instaurer une ambiance particulière.
Elle est profondément ancrée dans la tradition orale et reste utilisée, notamment dans les contes recueillis dans les montagnes de Kabylie.